# أحواش المدينة المنورة

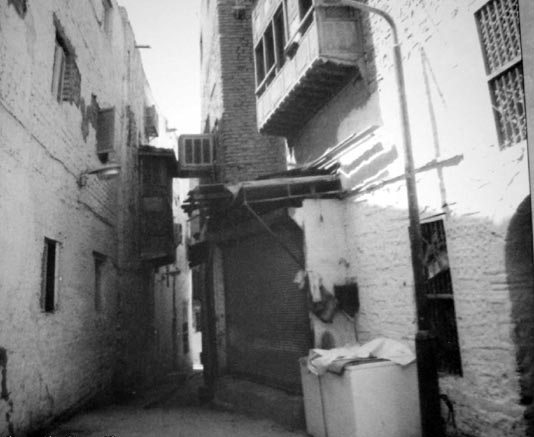
حارة بالمدينة سنة 1944م

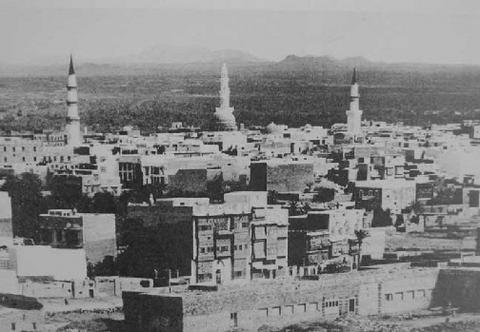
مشهد عام للمدينة سنة 1940م

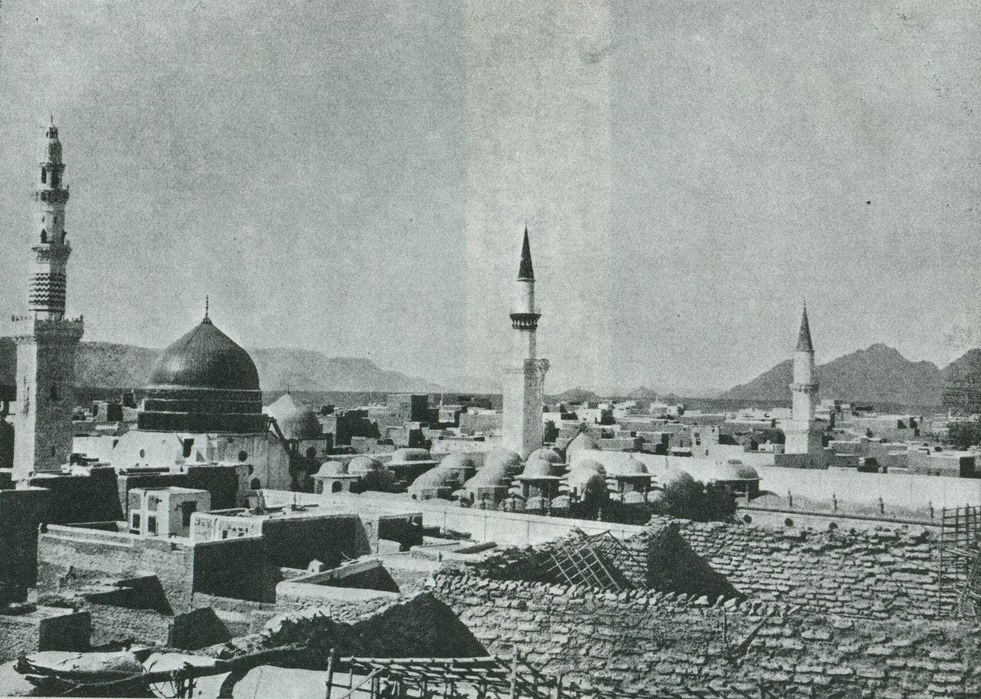
1908م

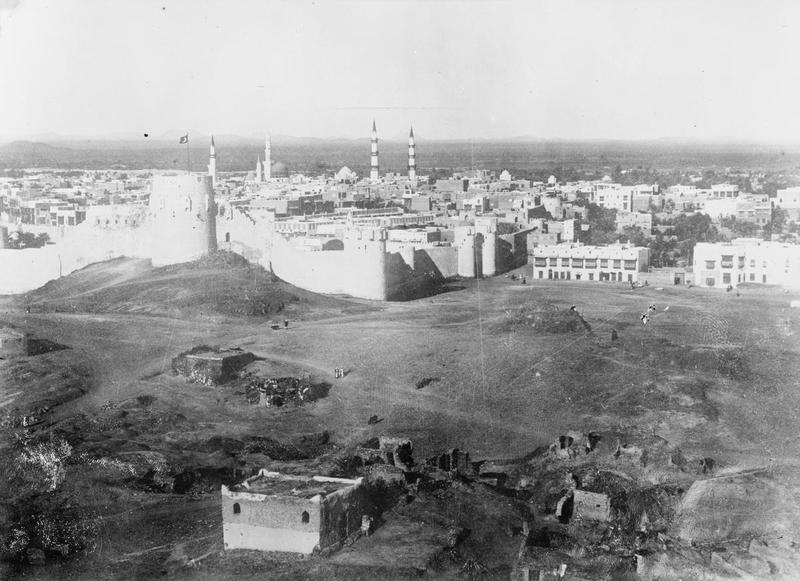
1907م ويظهر سور المدينة المنورة

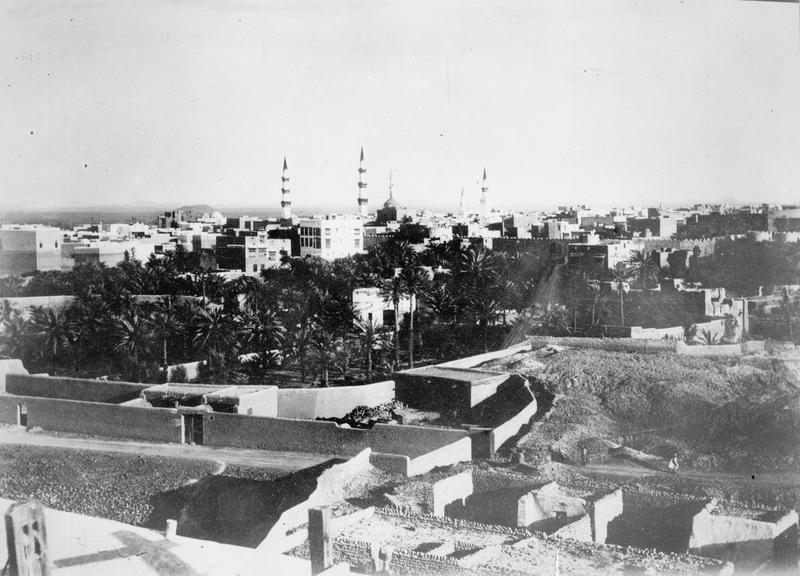
1907م

أحواش المدينة المنورة هي نمط معماري يحوي تجمع سكاني كان يستخدم سابقا في المدينة المنورة. وهي رمزا من رموز المدينة القديمة وتمتاز بطابع عمراني إسلامي.

## التسمية
يُعرف الحوش بأنه مجموعة من المساكن ذات طابع عمراني متقارب ومميز، يتوسطها باحة يحيط بها سور خارجي له “بوابة” واحدة فقط، تُغلق عند دخول الليل بواسطة “حارس” البوابة. والحوش بالمفهوم العرفي المدني عبارة عن سور يحيط بمجموعة من المساكن المتجاورة إلى بعضها البعض، ذات مدخل بدون منفذ. وقد اشتهرت المدينة المنورة بعدد كبير من الأحواش، زاد عددها على 74 حوشًا. 

## مقدمة تاريخية
أول من ذكر اسم الحوش بالمدينة هو نور الدين السمهودي في كتابه (خلاصه الوفا باخبار دار المصطفي) والذي عاش في القرن التاسع الهجري عند حديثه عن أبواب المسجد النبوي حيث أشار إلى أن أحد أبواب المسجد كان مقابل زقاق ينفذ إلى دار الحسن بن علي العسكري المعروف (بحوش الحسن) كما ذكر أن مسجد بني زريق يقع قبالة (الحوش) الذي على يمين الداخل من باب المدينة. ويُعد الأفندي على بن موسى أول من تحدث عن الأحوشة بإسهاب في رسالته التي نشرها عام 1303هـ  حيث ذكر في رسالته خمسة وعشرون (25) حوشا أغلبها كانت تقع في منطقة العنبرية غرب المسجد النبوي نذكر منها : - حوش الراعي – حوش ابوجنب – حوش عميرة – حوش خميس في باب الكومة - حوش فواز في الساحة – حوش التاجوري جنوب الحرم. ومن الذين تكلموا عن الأحوشة في كتبهم ومؤلفاتهم الكاتب المعاصر الاستاذ / محمد حسين زيدان ففي كتابه (ذكريات العهود الثلاثة) تكلم عن إحدى وثلاثين ( 31 ) حوشا نذكر منها:
- حوش الباشا (أغلب سكانه من أهل القصيم) – حوش فواز (في الساحة) – حوش الجمال بمنطقة الساحة - حوش خميس باب الكومة – حوش القشاشي – حوش السيد باب الكومة – حوش كرباش (قرة باش) في زقاق الطيار – حوش قمر في زقاق الطيار – حوش ورده بمنطقة زقاق الطيار (زقاق جعفر) - حوش المركشية (حارة النخاولة). كذلك اشار صاحب كتاب صور من الحياة الاجتماعية بالمدينة المنورة الاستاذ/ ياسين الخياري في كتابه الرائع إلى الأحوشة باسلوب ممتع مع ذكر تفاصيل الفوائد الاجتماعية للاحوشة، وذكر الكاتب / عبد الله فرج الزامل الخزرجي في كتابه المدينة المنورة عاداتها وتقاليدها معلومات قيمة ومفيدة عن عادات وتقاليد سكان المدينة مع الإشارة إلى أسماء الأسر التي تقيم في الحارات خارج السور وعلى التحديد في الجهة الجنوبية الشرقية ومن البحوث العلمية المحكمة نشرة مجلة ( العمارة والتخطيط / المجلد الرابع / جامعة الملك سعود عام 1412هـ - 1992م ) للأستاذ الدكتور محمد بن عبد الرحمن الحصين دراسة محكمة كانت بعنوان (خصائص البنية العمرانية للأحواش بالمدينة المنورة) أورد اسما ء عدد ( 78) حوشا بالرجوع إلى خارطة المدينة المنورة التي اعدتها المساحة المصرية في عام 1353هـ الموافق 1933م، نذكر منها :
- حوش الجمال – حوش فواز – حوش الصعيدية – حوش بابين – حوش السيد – حوش الشريف – حوش اغا المستسلم (أبو طافش) – حوش اللكيع – حوش الاجاوزة (نسبة إلى محيسن الاجوزي وهو من المحاسنة) – حوش وردة – حوش سكر – حوش قمر – حوش محمود – حوش الجديد – حوش الجديدة – حوش الفقيه – حوش الاغا – حوش دولات – حوش المغربي.

## نبذة
تتميز المدينة المنورة بنظام الأحواش الذي ساد في القرن العاشر عندما اضطرت إلى الامتداد خارج السور وظهرت الحاجة إلى نظام عمرانى يوفر الحماية للسكان، استمر استخدام الأحواش في المدينة المنورة إلي وقت قريب عندما بدأت الحاجة لتوسعة الحرم النبوي الشريف في عام 1411هـ حيث أزيل جزء كبير من المنطقة بما فيها الأحواش ويتكون تركيب الحوش من مجموعة من المساكن تحيط بباحة مفتوحة يمكن التحكم فيها عن طريق بوابة، يتكون نظام الأحواش من شارع رئيسي مماثل للحارة تتفرع منة فتحات هي عبارة عن بوابات تفضي إلى فراغ مفتوح تحيط به المساكن من جميع الجهات.
وقد ذكر بأن كثير من الأحوشة كانت تغلق مساء في حدود الساعة الثالثة والنصف (بالتوقيت الغروبي) إلى أذان الفجر ويوجد بين سكان الحوش الواحد ترابط اجتماعي ومن الأحوشة المعروفة
ما يلي : ـ

## قائمة أسماء الأحواش
1. حوش الأشراف.
2. حوش التاجوري: جنوب الحرم
3. حوش سنان: أو شنان العنبرية.
4. حوش معيركة:
5. حوش الراعي: شارع العنبرية كان ملاصق للتكية المصرية وتبقى منه جزء بسيط حاليا. مجاور لحوش أبو ذراع من جهة الغرب، وهو آخر حوش يقع على نهاية شارع العنبرية من الجهة الغربية، ويفصله مبنى التكية المصرية عن شارع العنبرية.
6. حوش أبو جنب: حوش صغير على شارع العنبرية وهو من أحواش النسيج العمراني الجنوبي الغربي
7. حوش أبو ذراع: بالعنبرية، وهو من أكبر أحواش المدينة المنورة قديماً، ويقع في أعلى شارع باب العنبرية من جهة الغرب، وله باب واحد يصله بشارع باب العنبرية
8. حوش أبو جمر: العنبرية.
9. حوش مناع: العنبرية، من أحواش النسيج العمراني الجنوبي الغربي
10. حوش عميرة: العنبرية، ويقع في الجنوب الغربي
11. حوش التركي: شمال شرق كتَّاب سيدي مالك.
12. حوش الجمال.
13. حوش الخازندار.
14. حوش الخياري: بالعنبرية !!! ويقال أنه (الشريف)
15. حوش الزرندي:
16. حوش السيد: أمام حوش خميس، باب الكومة. في النسيج العمراني الغربي
17. حوش القايدي: جوار حوش النزهات.
18. حوش المرزوقي: خلف كتَّاب سيدي مالك.
19. حوش المسيوفي:
20. حوش الذاربة: يقع مقابل حوش ميرمة من جهة الغرب ويصل بينهما زقاق السلطان
21. حوش المغربي: زقاق الطيار.
22. حوش المغاربة: ويقع مقابل حوش ميرمة من جهة الغرب ويصل بينهما زقاق السلطان.
23. حوش النزهات:
24. حوش النورة: أمام نهاية شارع باب السلام سابقاً (الصافية).
25. حوش طوطو:
26. حوش علي خضره: أمام حوش خميس من الجهة الجنوبية، باب الكومة.
27. حوش فواز: في الساحة
28. حوش كبريت. سوق القماشة.
29. حوش منصور: ويقع في الجنوب
30. حوش أبو شوشة: بالسيح وهو من أحواش النسيج العمراني الغربي.
31. حوش ميرمة: حوش صغير يقع في المنطقة التي بين السيح وباب العنبرية.
32. حوش الجوهري: جنوب المدينة المنورة
33. حوش التكارنة: في النسيج العمراني الجنوبي الغربي
34. حوش الهاشمية: من شارع العنبرية، من أجزاء النسيج العمراني الجنوبي الغربي
35. حوش درج:
36. حوش لصبيحي: في زقاق الطيار
37. حوش هتيم:
38. حوش السمان:
39. حوش مسعود:
40. حوش حوش سكر:
41. حوش ام الورد:
42. حوش شمسيه:
43. حوش فاروق:
44. حوش ذنيب كلب:
45. حوش العبيد:
46. حوش النوره:
47. حوش الجمال:
48. حوش الرشيدي:يقع خارج السور في الشمال الغربي على الحزم دون سلع.
49. حوش القشاشي:يقع خارج السور في الشمال الغربي على الحزم دون سلع.
50. حوش خميس: باب الكومة، يقع خارج السور في الشمال الغربي على الحزم دون سلع.
51. حوش الصديقي: يقع خارج السور في الشمال الغربي على الحزم دون سلع
52. حوش حوش السيد(النخاوله):يقع خارج السور في الشمال الغربي على الحزم دون سلع.
53. حوش مياش أو كره باش: زقاق الطيار.
54. حوش خيرالله: زقاق الطيار.
55. حوش قمر:زقاق الطيار.
56. حوش الجربي:زقاق الطيار.
57. حوش ورده: زقاق الطيار.
58. حوش الرشايدة: زقاق الطيار.
59. حوش شلبية: زقاق الطيار.
60. حوش السمان: زقاق الطيار.
61. حوش فسيح: زقاق الطيار.
62. حوش العريضة: زقاق الطيار.
63. حوش القماش: زقاق الطيار.
64. حوش منصور: جنوب المدينة.
65. حوش المراكشية: جنوب المدينة.
66. حوش المحمودية: جنوب المدينة.
67. حوش الطيبية: جنوب المدينة.
68. حوش الجديدة: جنوب المدينة.
69. حوش التاجورية: جنوب المدينة.
70. حوش التاجور: جنوب المدينة.
71. حوش البربورية: جنوب المدينة.

## تسمية الاحواش
بعض الأحواش سمي باسم أول من سكنها أو أكبر بيت كان يوجد بداخل الحوش مثل
- حوش النزهات
- حوش مناع
- حوش أبوذراع

وهناك بعض الأحواش سمي أو اكتسب اسمه من طبيعة الحوش مثل
- زقاق الحبس: لأنه كان به باب مثل بيبان الحبس وليس له مخرج غيره هذا الباب.
- حوش البقر: اكتسب اسمه من مرور البقر فيه يوميا صباحا ومساء وهو قريب من السلطانية في الساحة.
- حوش النخاولة: اكتسب اسمه من سكانه الذين كانوا فيه

## خصائص الأحواش
تتميز الأحواش بعدد من الخصائص سواء في تركيبها العمراني أو في بنيتها الاجتماعية وإطارها الاقتصادي ونظامها الأمني، ,ومن هذه الخصائص:
1. يساعد الحوش على إيجاد روابط اجتماعية قوية بين السكان المطلين عليه.
2. يقوي أواصر الجيرة والأخوة والألفة بينهم.
3. يشكل نظاما أمنيا فريدا من حيث التحكم في مدخل الحوش وإغلاقه في ساعات الليل لحماية السكان من أي شر أو خطر داهم.
4. يوفر الحوش ظروفا ملائمة للسكان.
5. يمثل نموذجا فريدا في التخطيط العمراني نظرا لما تميز به من اقتصاد في المساحة المبنية والمفتوحة على حد سواء مما يعتبر بحق أن هذا التصميم ملائم للظروف الاجتماعية للمجتمع الإسلامي.

## الأثر الاجتماعي
لعبت الأحواش دورا كبيرا في نمو الكثير من العادات والتقاليد والتي لازالت تورث حتى يومنا هذا، ويحرص أهل الحوش على التواصل الاجتماعي بين بعضهم البعض.

## مكونات الحوش
يتكون الحوش عادة من المرافق التالية:

### بوابة الحوش
وهي المدخل الوحيد للحوش، وتتكون من سقيفة معقودة في بعض الأحيان يستخدم علوها لأحد المساكن المجاورة.

### المركاز
وهو المكان الذي يتجمع فيه أهالي الحوش، وكان يمنع دخول الغرباء إلا بعد معرفة هويته والتأكد منها.

### باحة الحوش
وهو المنطقة التي تقام فيها الأفراح والمناسبات وتكون مكانا للألعاب الشعبية المعروفة مثل المزمار، وكانت الأفراح مسؤولية شباب الحوش حيث هم المسؤولون عن الخدمة والطبخ والنظافة بعد الفراغ من الفرح.

## تكوين المساكن
يتوفر في كل مسكن العناصر التالية:
- المقعد: وهو الغرفة الرئيسية لمعيشة أهل المسكن، ثم تأتي،
- الطيرمة: وهو ما يعرف اليوم بـ«ببيت الدرج» ويستخدم لتخزين التمور، ثم
- القاعة: وهي الغرفة المخصصة لاستقبال الضيوف من الخارج، بالإضافة إلى،
- المؤخر: وهي الغرفة الأخيرة في المسكن، ثم يأتي،
- الديوان: وهي الغرفة المخصصة لاستقبال الضيوف من الأقارب، وهناك،
- الجلاء: وهو مدخل النور ويعرف حاليا بـ«المنور»، وهناك
- الخارجة: وهو جزء بارز من المسكن يقوم بدور «البلكونة» في المنازل حاليا.

كما يوجد داخل كل مسكن تصاميم داخلية وضعت على الجدران الداخلية للمسكن لوضع الأغراض الخاصة بأهل البيت عليها، يمتاز حوش الراعي أيضا بوجود ما تعرف بـ«المشاية» بين المساكن وهي طريق مصنوع من الحجر يمتاز بشكل جمالي، الهدف من استخدام الحجر هو منع تجمع المياه فوق «المشاية»، كما تشتهر أغلب المساكن في أحواش المدينة بالرواشين وهي جمع روشان وهو ما يتم وضعه على شبابيك المساكن.

## عمدة و نقيب الحوش
يوجد لكل حوش عمدة وهو الشخص الوحيد في الحوش الذي يرتدي «الغبانية» ويكون المسؤول الأول عن الحوش، ولكل حوش نقيب وهو المسؤول عن أمن الحوش.